# Elias Eliahu Weinstein
Dr. Elias Eliahu Weinstein, (n. 1888, Siret, Bucovina, Imperiul Austriac – d. 28 februarie 1965, Frankfurt pe Main, Germania) a fost un publicist evreu, care a activat în România între 1918 și 1940.
După absolvirea liceului la Siret, în care organizase și o organizație sionistă secretă, a studiat dreptul la Cernăuți.
Era pasionat de jurnalism. Student fiind, s-a înscris în organizația evreiască-național-academică a studenților, "Hasmonäa", rămânând până la bătrânețe fidel obiectivelor acesteia.
În Primul Război Mondial a fost înrolat în armata chezaro-crăiască. După încheierea războiului, s-a întors la Cernăuți unde, împreună cu prietenul său, jurnalistul Julius Weber, a înființat ziarul evreiesc liberal de limbă germană Czernowitzer Morgenblatt. După intrarea Armatei Roșii în Cernăuți, la 28 iunie 1940, ziarul și-a încetat apariția.
În continuare, Dr. Weinstein a lucrat o vreme la editura Schalom-Aleichem (Șalom Aleihem), unde, sub supervizarea sovieticilor, a publicat, ca editor, cărți și volume de poezie în limba idiș.
În 1941, după intrarea în Cernăuți a trupelor germane și române, Dr. Weinstein a fost arestat, deportat și internat în lagărul de tranzit din Edineț, unde urma să fie omorât. În ultima clipă a reușit să fugă din lagăr, într-un autocamion militar românesc, ascuns într-un butoi gol, și să se întoarcă la Cernăuți, unde a trăit ascuns până ce, cu sprijinul familiei lui Traian Popovici, primar al Cernăuțiului, a reușit să-și legalizeze șederea în oraș.
În martie 1944 a reușit să fugă în Palestina, pe o navă bulgărească. Ajuns aici, și-a continuat activitatea de publicist la Tel Aviv, unde s-a angajat la publicația în limba ebraică "Emet" (Adevărul), care avea ca public-țintă noii imigranți.
A luat imediat legătura cu supraviețuitorii din Buovina, la "Irgun Merkas Oley Europa" și a organizat Weltverband der Bukowiner Juden (Organizația Mondială a Evreilor Bucovineni). Ca jurnalist, a revigorat foaia de știri în limba germană pentru evreii bucovineni, Die Stimme (Glasul), care apăruse până atunci neregulat.
Ca reprezentant al supraviețuitorilor din Bucovina, Dr. Weinstein a călătorit în Republica Federală Germania, cu o delegație din care făceau parte Itzchak Artzi s.A. și Yehuda Shaary s.A, cu scopul de a convinge autoritățile germane că și evreii bucovineni trebuie să fie despăgubiți. Germanii au încercat să se eschiveze de la reparații financiare, pe motiv că în timpul războiului, România nu a fost anexată ci a fost stat aliat, astfel că inițiativele anti-evreiești din Bucovina cad în contul României, Germania neputând să-și asume responsabilitatea faptelor comise de autoritățile române în cursul celui de-al Doilea Război Mondial. După tratative îndelungi și dificile cu autoritățile germane, Dr. Weinstein a decedat la 28 februarie 1965 în camera sa de hotel din Frankfurt pe Main.
Trupul său neînsuflețit a fost transportat în Israel, unde a fost înmormântat la 9 martie 1965 în cimitirul Kiryat Shaul din Tel Aviv.